# Web应用框架
Web應用框架（Web application framework）是一種電腦軟體框架，用來支援動態網頁、網絡應用程式及網路服務的開發。這種框架有助於減輕網頁開發時共通性活動的工作負荷，例如許多框架提供資料庫存取介面、標準樣板以及會話管理等，可提昇程式碼的可再用性。

## 种类

### 模型 - 视图 - 控制器（MVC（Model view controller））
许多框架遵循模型 - 视图 - 控制器（MVC）体系模型的结构模式，使数据模型与用户界面分开。这被普遍认为是一个很好的做法，因为它模块化的代码，能提高代码的重复使用，并允许多个接口。在Web应用中，这允许不同的应用方面，如网页，远程应用程序和Web服务接口。MVC是业界比较认可的架构模型。

### 三部分组织模式
在这种组织模式中，应用程序建立在三个部分：客户端，应用程序和数据库。数据库通常是一个RDBMS。而客户端指的是由Web应用程序生成的HTML，在用户的浏览器运行。应用程序运行在服务器上。

### 内容管理系统（CMS）
指的是一种内容编辑程序。就像在博客写文章一样，不需要懂得编程的人，也可以通过CMS发布，更改，管理内容。

## 特點

### AJAX
AJAX即“Asynchronous JavaScript and XML”（异步的JavaScript与XML技术），指的是一套综合了多项技术的浏览器端网页开发技术。Ajax的概念由Jesse James Garrett所提出[1]。
传统的Web应用允许用户端填写表单（form），当提交表单时就向Web服务器发送一个请求。服务器接收并处理传来的表单，然后送回一个新的网页，但这个做法浪费了许多带宽，因为在前后两个页面中的大部分HTML码往往是相同的。由于每次应用的沟通都需要向服务器发送请求，应用的回应时间依赖于服务器的回应时间。这导致了用户界面的回应比本机应用慢得多。
与此不同，AJAX应用可以仅向服务器发送并取回必须的数据，并在客户端采用JavaScript处理来自服务器的回应。因为在服务器和浏览器之间交换的数据大量减少（大约只有原来的5%）[来源请求],服务器回应更快了。同时，很多的处理工作可以在发出请求的客户端机器上完成，因此Web服务器的负荷也减少了。
类似于DHTML或LAMP，AJAX不是指一种单一的技术，而是有机地利用了一系列相关的技术。虽然其名称包含XML，但实际上数据格式可以由JSON代替，进一步减少数据量，形成所谓的AJAJ。而客户端与服务器也并不需要异步。一些基于AJAX的“派生／合成”式（derivative/composite）的技术也正在出现，如AFLAX。

## 程式語言
各種程式語言使用框架分類如下：

### PHP
- Zend framework
- CakePHP（英语：CakePHP）
- Yii（英语：Yii）
- ThinkPHP[1]
- Symfony
- Laravel
- Kohana（英语：Kohana_(framework)）
- Seagull（英语：Seagull_PHP_Framework）
- Drupal
- CodeIgniter
- WindFramework[2]
- Phalcon
- FuelPHP

### Javascript
（按字母排序）
- Vue.js
- React
- AngularJS
- Node.js
- Express.js
- Backbone.js
- Dojo Toolkit
- Ember.js
- jQuery
- MooTools（英语：MooTools）
- Prototype
- ZK

### Python
- Django
- Flask
- Pinax[3]
- Grok[4]
- Pylons
- TurboGears
- Web2py
- Zope
- Quixote
- Pyramid
- Tornado

### Ruby
- Ruby On Rails
- Sinatra

### Rust
- Yew

### JAVA
- Spring
- Struts
- hibernate
- Grails
- GWT
- JSF
- Tapestry
- Vaadin
- ZK

## 引用
1. ↑  ThinkPHP
2. ↑  .   [2016-04-04]. （原始内容存档于2022-02-08）.
3. ↑  .   [2020-04-05]. （原始内容存档于2022-02-08）.
4. ↑  .   [2020-04-05]. （原始内容存档于2022-03-07）.